# Campania (provincia romana)
La provincia de Campania (Campania) fue una división administrativa del Imperio romano utilizada durante su periodo conocido como «Bajo Imperio». Formaba parte de la diócesis de Italia Suburbicaria.

## Las provincias del Bajo Imperio romano
Durante la tetrarquía de Diocleciano se realizó una profunda reorganización de la Administración imperial en la que uno de los aspectos más destacados fue la creación de un buen número de provincias mediante la división de las existentes. Las provincias formaban la base de la pirámide administrativa. En niveles superiores se situaban las diócesis (que agrupaban varias provincias), las prefecturas del pretorio (que agrupaban varias diócesis) y finalmente, el Imperio que se dividía en prefecturas.
Eran dirigidas por un gobernador cuyas funciones abarcaban todos los ámbitos excepto el militar: mantenían la ley y el orden, ejecutaban las órdenes de los ámbitos administrativos superiores, administraban la justicia en primera instancia, recaudaban los impuestos y otros ingresos imperiales o del emperador y estaban al cargo del servicio postal así como del mantenimiento de los edificios públicos.

## Historia
Se creó sobre el año 294 como continuación de la Regio I Latium et Campania de la Italia romana, a la que se le modificó su límite oriental mediante la adición de parte de la Regio IV Samnium. Sobre el año 325, se separó de ella el ager Picentinus que fue incluido en Lucania y Brucio. Antes de que muriese Constantino en 337, se le adicionó el área alrededor de Benevento que, hasta entonces, pertenecía a Apulia y Calabria. Más tarde, sobre el año 357, se le volvió a quitar otra parte de su superficie —incluyendo el citado área alrededor de Benevento— para crear la nueva provincia de Samnio.
Al no ser una provincia fronteriza, se vio libre de ataques y pillajes por parte de los pueblos bárbaros hasta el año 408 cuando Alarico invadió Italia por segunda vez. Durante esta guerra sufrió bastantes saqueos y devastaciones quedando en un estado tan lastimoso que en 412 se le redujeron sus impuestos a la quinta parte durante cinco años y en 418 a la séptima parte. Ya avanzado el siglo V, fue objeto de ataques y saqueos por parte del reino vándalo establecido por Genserico en el norte de África.

## Características
Se trataba de una pequeña provincia cuyos límites administrativos eran: Tuscia y Umbría y Valeria al norte, Samnio al este, Lucania y Brucio al sur y el mar Tirreno al oeste. Sus principales ciudades eran: Capua, la capital provincial, Neapolis, Cumae, Nola, Praenestre, Tusculum, Tarracina y Fregellae.
Dentro de las calzadas que discurrían por la provincia destacaban la Vía Apia y la Vía Latina.